# المزامزة الجنوبية
امزامزة الجنوبية هي قرية وجماعة قروية تقع في إقليم سطات بجهة الدار البيضاء سطات، المغرب، وبلغ عدد سكانها 20.802 نسمة حسب الإحصاء العام للسكان والسكنى لسنة 2014.